# Strömsvattnet (naturreservat)
Strömsvattnet är ett naturreservat i Skee socken i Strömstads kommun i Bohuslän. Det omfattar slättsjön Strömsvattnet och dess omgivningar. Reservatet ingår i EU-nätverket Natura 2000 och förvaltas av Västkuststiftelsen.
Sjön omges av sankmarker och sumpskog och stränderna har rik vegetation av bladvass, säv och starr som ger förutsättningar för ett rikt fågelliv. Bland häckande arter finns vattenrall, skäggdopping, rörhöna och rödbena.